# Caudalejeunea streimannii
Caudalejeunea streimannii là một loài Rêu trong họ Lejeuneaceae. Loài này được Sass-Gyarmati mô tả khoa học đầu tiên năm 2002.